# Sympagurus dofleini
Sympagurus dofleini is een tienpotigensoort uit de familie van de Parapaguridae. De wetenschappelijke naam van de soort is voor het eerst geldig gepubliceerd in 1912 door Balss.